# Vol Balkan Bulgarian Airlines 107
Le vol Balkan Bulgarian Airlines 107 est un accident aérien survenu le 16 mars 1978, lorsqu'un Tupolev Tu-134 de Balkan Bulgarian Airlines, qui assure un vol régulier international entre Sofia, en Bulgarie, et Varsovie, en Pologne, s'est écrasé peu de temps après le décollage depuis l'aéroport international de Sofia. 
On ne compte aucun survivant parmi les 66 passagers et 7 membres d'équipage à bord, ce qui en fait la catastrophe aérienne la plus meurtrière de l'histoire de la Bulgarie. La cause exacte de l'accident reste inconnue.

## Avion
L'appareil impliqué est un Tupolev Tu-134, immatriculé LZ-TUB, qui a été produit en 1968 par la Kharkiv State Aircraft Manufacturing Company. Il appartient à la compagnie Balkan Bulgarian Airlines et dispose de 72 sièges passagers.

## Passagers
La plupart des victimes de l'accident étaient des Polonais (probablement 37 personnes). De plus, 27 passagers bulgares et 7 membres d'équipage et probablement 2 Britanniques sont morts.
Parmi les morts se trouvait, entre autres, le vice-ministre de la Culture et de l'Art Janusz Wilhelmi, Marina Samet-Niecikowska (directrice du département des programmes du Conseil suprême de la cinématographie, épouse d'Ignacy Gogolewski ), Jerzy Tabor (directeur adjoint de le Département organisationnel et juridique du Conseil suprême de la cinématographie) et les athlètes de l'équipe nationale polonaise de cyclisme sur piste (Tadeusz Włodarczyk, Witold Stachowiak, Marek Kolasa, Krzysztof Otocki et Jacek Zdaniuk) et l'équipe nationale bulgare de gymnastique rythmique féminine (Valentina Kiriłowa, Sneżana Mikhajłowa, Albena Petrova, Sewdalina Popova et Rumjana Stefanova avec l'entraîneur Żulieta Szishmanova), ainsi que le footballeur bulgare Georgi Dimitrov.

## Accident
Au départ de Sofia à 13h24, le vol 107, assuré par le commandant de bord , a commencé à grimper vers son altitude de croisière, à 29 040 pieds (8 850 m), mais peu après 14h00, à 16 100 pieds (4 900 m), l'avion a soudainement effectué un virage à 270°, avant d'amorcer une descente à grande vitesse vers le sol et de disparaître des radars. 
L'avion s'est écrasé seulement 10 minutes après le décollage, près du village de Gabare, situé à 130 km au nord-est de Sofia, tuant les 73 personnes à bord. La nature des événements ayant conduit au crash n'a jamais été établis avec certitude.
Des cercueils remplis de sable sont livrés aux familles des victimes, en Bulgarie comme en Pologne. Jamais convoqués à la morgue, les proches ne sont pas autorisés à voir les vestiges de l’avion.

## Théories
Étant donné que l'armée est arrivée assez rapidement sur les lieux de l'accident, et à rapidement conclut à un dysfonctionnement des systèmes électriques en vol sans menée de véritable enquête, de nombreuses rumeurs sur la cause de l'accident commence bientôt à circuler en Pologne.
Une théorie suppose que l'avion a été accidentellement abattu par la défense anti-aérienne bulgare, qui dispose d'une base militaire à proximité du lieu de l'accident, tandis qu'une autre théorie affirme que le vol 107 est entré en collision avec un MiG-21 de la Force aérienne bulgare.
En 2024, une enquête journaliste spécule qu'il y a eu fusillade à bord de l'avion.